# Железнодорожный мост

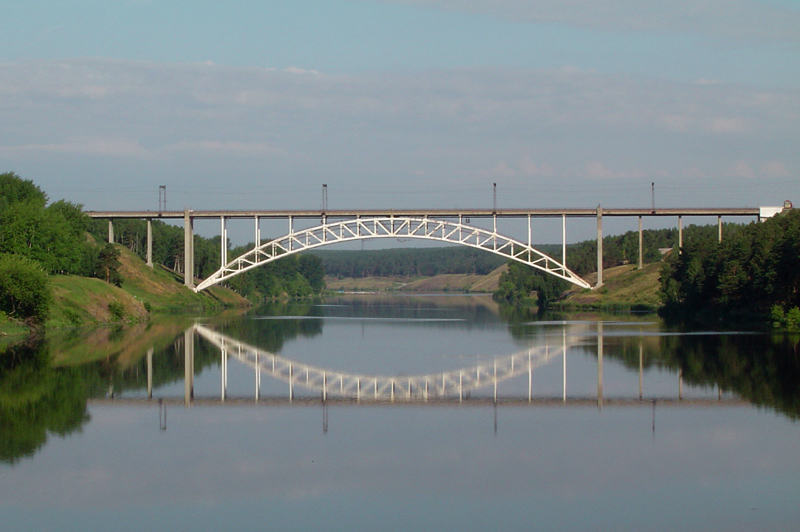
Железнодорожный мост через реку Исеть (перегон Каменск-Уральский — УАЗ)

Железнодорожный мост — искусственное сооружение, которое строится для укладки полотна через водные препятствия. На небольших водотоках и суходолах устраивают малые мосты, трубы или лотки. Разновидностями мостов являются путепроводы, виадуки и эстакады. В местах пересечения железных и автомобильных дорог или двух железнодорожных линии строят путепроводы. Для пересечения ущелий, глубоких долин и оврагов строят виадуки, для пересечения с городской территорией — эстакады. Эстакады также строят на подходе к большим мостам.

## Конструкция моста
Мост состоит из пролётных строений, являющихся основанием для пути и опор, поддерживающих пролётные строения и передающих давление на грунт. Опоры состоят из фундамента и видимой части (тела). Фундаменты опор сооружаются при неглубоком залегании прочных грунтов на естественном основании, а при слабых грунтах — на сваях. Концевые опоры моста называются устоями, а промежуточные — быками. Устои служат подпорной стенкой, для примыкающего к мосту земляного полотна. Пролётные строения опираются на опоры через опорные части, которые позволяют пролётному строению поворачиваться и продольно перемещаться при изгибе под нагрузкой и при изменении температуры. Под одним концом пролётного строения помещают неподвижные опорные части, допускающие только поворот, под другим концом — подвижные, перемещающиеся на катках. Пролётное строение состоит из балок, ферм, связей между ними и мостового полотна.

### Материалы пролётного строения
Деревянные мосты широко применялись в первый период строительства железных дорог, а также во время Великой Отечественной войны для быстрого восстановления разрушенных мостов. Достоинствами этих мостов являются простота конструкции, возможность использования местных материалов, дешевизна и быстрота сооружения. Однако они недолговечны, пожароопасны и сложны в содержании.
В XIX в. широкое распространение для строительства железнодорожных мостов получил камень. Каменные мосты долговечны, надёжны и требуют небольших затрат на содержание. Каменные мосты имеют значительную собственную массу, поэтому малочувствительны к увеличению массы поездов, меньше других мостов реагируют на удары при движении поездов, при езде по ним производится меньше шума. Недостатками каменных мостов является большая трудоёмкость строительства и ограниченная длина пролёта. В конце XIX — начале XX вв. каменные мосты уступили место бетонным, железобетонным и стальным мостам.
Металлические мосты получили широкое распространение благодаря высокой прочности при сравнительно малой массе, возможности применения типовых деталей, высокой механизации сборочных работ. Металлические мосты составляют около 70 % общей протяжённости железнодорожных мостов. Их недостатками являются большой расход металла и необходимость тщательного ухода для предотвращения коррозии.
Железобетонные мосты являются основным типом малых мостов. Они более долговечны, чем металлические и требуют меньших затрат на содержание. Железобетонные конструкции также применяются в средних и больших пролётах железнодорожных мостов, однако их большая масса усложняет строительно-монтажные работы и требует более мощных опор.
В сталежелезобетонных мостах железобетонная плита проезжей части или балластного корыта объединена со стальными главными и поперечными балками или фермами и включена в совместную работу с ними.

### Мостовое полотно
На железнодорожных мостах применяются два вида мостового полотна: с ездой на балласте и безбалластное. Полотно с ездой на балласте применяется на железобетонных и сталежелезобетонных мостах. Балластная призма используется однослойная щебёночная или двухслойная из асбестового балласта поверх дренирующего щебёночного слоя. Балласт укладывается в балластное корыто, наименьшая толщина балласта под шпалой составляет 25 см, наибольшая толщина не должна превышать 60 см из-за потери боковой устойчивости пути на толстом слое балласта. Из-за большого собственного веса, требующего усиления мостовых конструкций, применение мостового полотна с ездой на балласте ограничено пролётами 33 м для железобетонных мостов и 55 м — для сталежелезобетонных.
Мостовое полотно безбалластного типа применяется преимущественно на металлических мостах. Для устройства мостового полотна используются деревянные, металлические или железобетонные поперечины (мостовые брусья), а также сплошные железобетонные плиты. Мостовые брусья укладываются на продольные (главные) балки на расстоянии 10—15 см друг от друга. Вертикальные прогибы пролётных строений могут достигать 1/800 расчётного пролёта. Для обеспечения плавности движения поездов рельсовому пути придают строительный подъём по дуге круга или параболе за счёт изменения высоты мостовых брусьев. Стрела подъёма должна примерно соответствовать величине прогиба от половины нормативной вертикальной нагрузки.

### Охранные приспособления

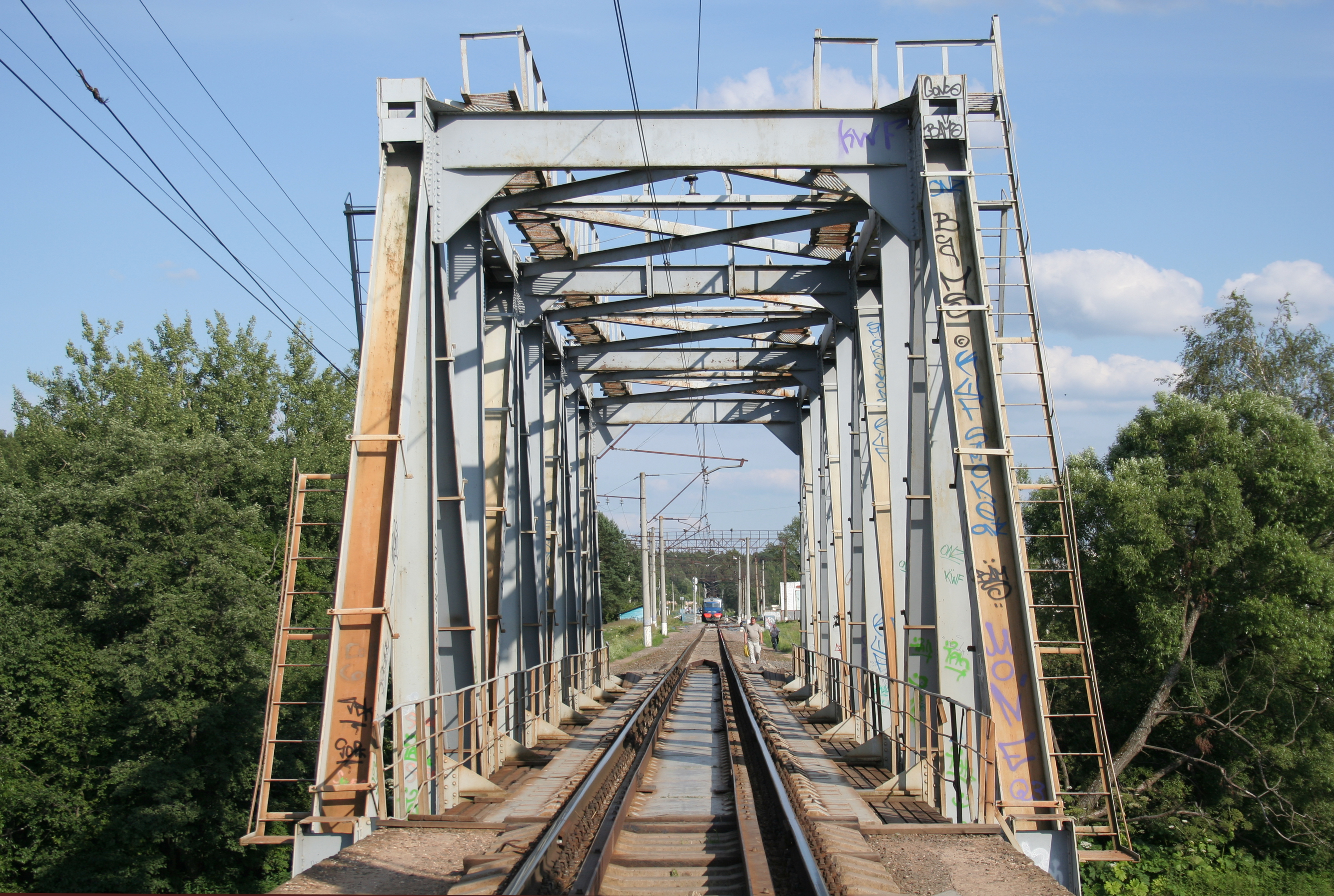
Однопутный железнодорожный мост в городе Красноармейске, Московская область

Охранные приспособления предназначены для обеспечения безопасного прохода поезда в случае схода колёсной пары или тележки на мосту или на подходе к нему. Для этого внутри рельсовой колеи у каждого путевого рельса укладывается сплошная линия контррельсов или контруголков. Контррельсы ограничивают боковые смещения подвижного состава, сошедшего с рельсов, предотвращая его падение и опрокидывание. Контррельсы протягивают до задней грани устоев и далее их концы на протяжении не менее 10 м сводят «челноком», заканчивающимся металлическим башмаком. Челнок воспринимает удар от сошедшей колёсной пары и отклоняют её в жёлоб между рельсами и контррельсами. На мостах с безбалластным полотном из деревянных, металлических или железобетонных брусьев для предотвращения продольного смещения поперечин и провала колеса между ними снаружи путевых рельсов укладываются охранные (противоугонные) уголки или брусья.

### Охрана мостов

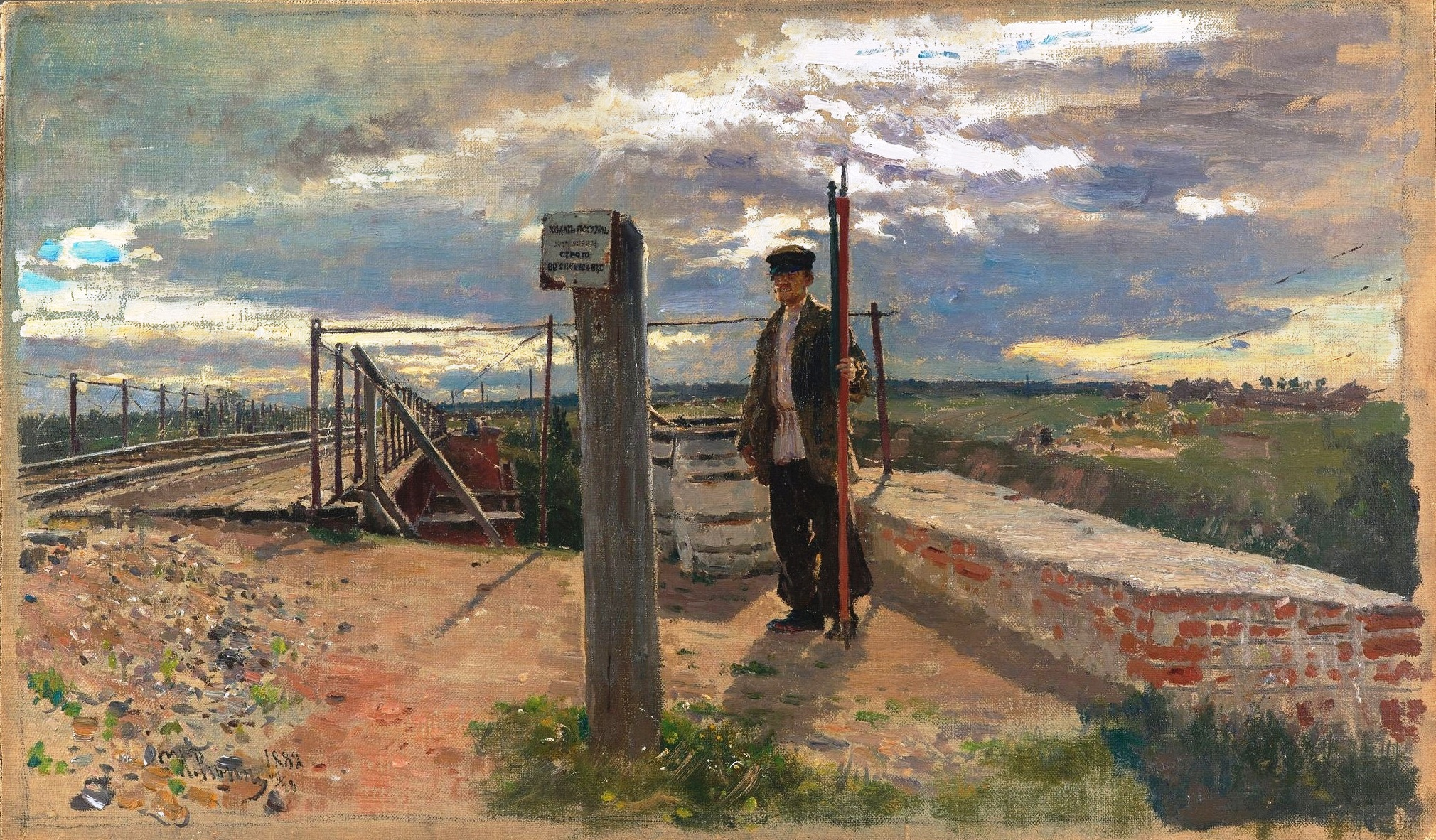
Железнодорожный сторож. Хотьково. Картина работы И. Репина (1882)

Важную роль в обеспечении безопасности движения играли мостовые сторожа, которые назначались для наблюдения за исправным состоянием мостов и рельсового пути, прилегавшего к ним.
В Российской империи в 1892 году были изданы Временные Правила, согласно которым путевые сторожа Средне-Сибирской железной дороги при исполнении служебных обязанностей в полосе отчуждения железной дороги вооружались ружьями и считались часовыми. Сторож получил право использовать оружие для отражения вооруженного нападения на него или встреченного им вооруженного сопротивления, против воров, а также и иных злоумышленников, покушающихся на железнодорожные пути и мосты.
В России определённое количество мостов относится к наиболее важным объектам железнодорожного транспорта и одновременно к объектам транспортной инфраструктуры согласно законодательству о транспортной безопасности и защищаются стрелковыми вооруженными подразделениями Ведомственной охраны Федерального агентства железнодорожного транспорта.